# Pequeño Cuervo

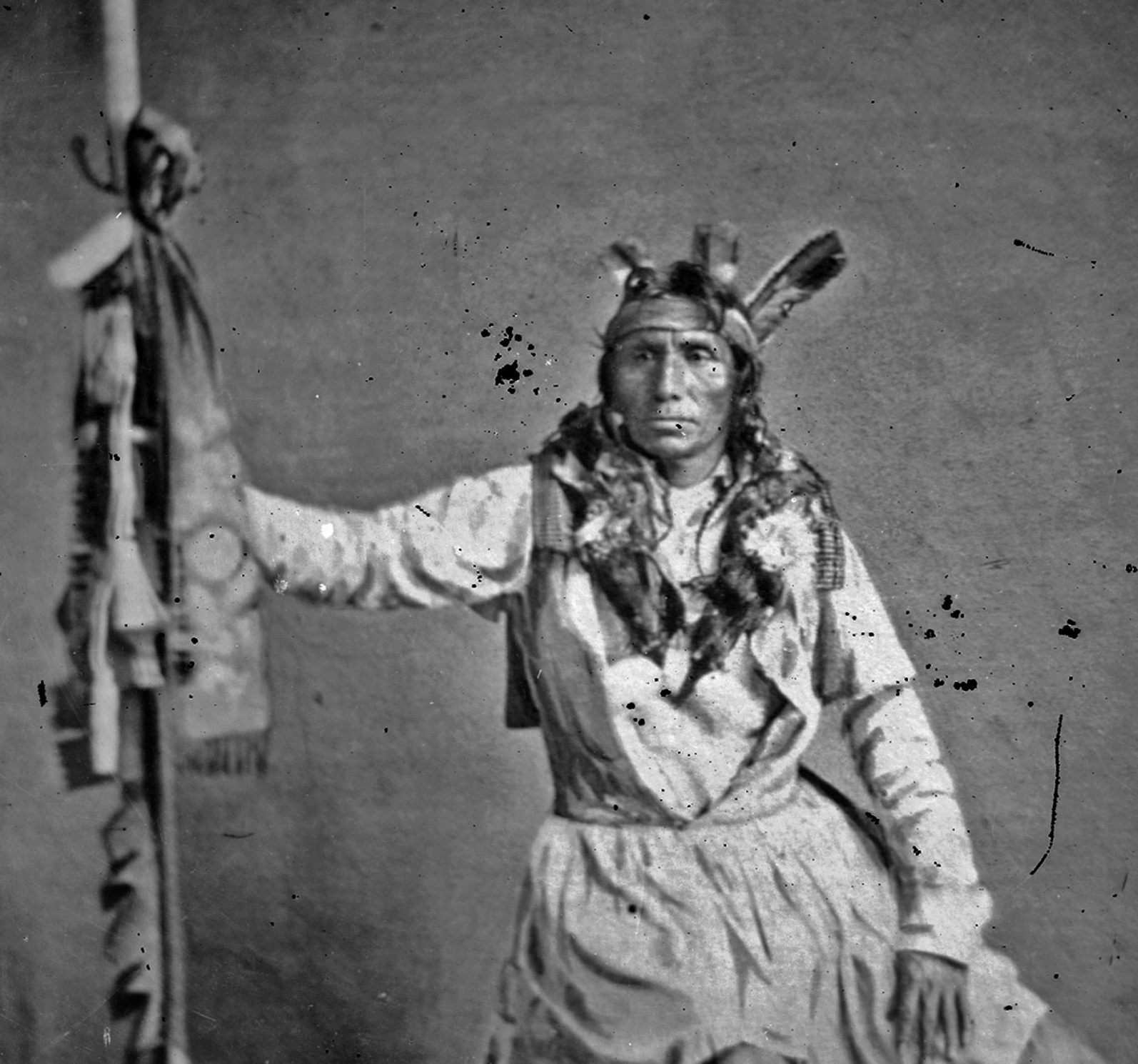
Taoyateduta, conocido como Pequeño Cuervo, 1858.

Taoyateduta (1810?–3 de julio de 1863) fue un jefe de los Mdewakanton de la tribu Sioux. Su nombre significa "Su nación roja". También fue conocido como Little Crow (Pequeño Cuervo) por el nombre de su abuelo Cetanwakuwa o "Halcón cargando" que fue mal traducido por los blancos.
Taoyateduta nació en el asentamiento indio de Kaposia, cerca de la actual St. Paul, Minnesota. Su padre murió en 1846 a causa de un disparo accidental de un arma. El liderazgo de la tribu se disputó entre Taoyateduta y su hermano, que finalmente acabó en una escaramuza en la que Taoyateduta fue herido de bala en la muñeca. Sin embargo, Taoyateduta tomó el control de la tribu en 1849, año en que Minnesota se convirtió en estado de los Estados Unidos. 
En 1851, los Estados Unidos empezaron a negociar un tratado con las tribus sioux del estado. El jefe aceptó que su gente se desplazara a lo largo del oeste del Río Minnesota. Sin embargo, cuando el tratado fue ratificado por el Senado, el párrafo que mencionaba estas tierras fue eliminado. La tribu fue obligada a negociar un nuevo tratado bajo la amenaza de un traslado forzoso a las Dakotas y en esta ocasión el tratado solo concedía tierras a un lado del río.
La situación hizo que Taoyateduta no fuera aceptado por su comunidad como interlocutor. En 1862 algunos miembros de la tribu Sioux iniciaron el levantamiento sioux asesinando a colonos blancos. Taoyateduta fue encargado de dirigir a las tribus de Minnesota a través del conflicto. Sin embargo, un mes después fue obligado a abandonar el área dado que sus fuerzas se debilitaron por lo que huyó a Canadá durante un tiempo volviendo posteriormente a Minnesota.
Un día, mientras que recogía bayas con su hijo, fueron descubiertos por un granjero cerca de Hutchinson, Minnesota. El granjero les disparó hiriendo seriamente a Taoyateduta, que moriría esa misma tarde.